# Мтилига, Патрик
Патрик Ян Мтилига (дат. Patrick Jan Mtiliga; род. 28 января 1981[…], Копенгаген) — датский футболист, левый защитник.

## Клубная карьера
Мтилига начал свою карьеру в датском клубе «Б 93», за который он провёл лишь 13 матчей и 18-летнем возрасте перешёл в нидерландский «Фейеноорд». В «Фейеноорд» он был взят на перспективу и поэтому сразу был отдан в аренду в клуб «Эксельсиор», в котором он провёл 5 лет. Вернувшись из аренды, он так и не смог закрепиться в основном составе «Фейеноорда» и перешёл в клуб НАК Бреда, где провёл следующие три сезона, стабильно играя в основном составе. С 2009 года Мтилига играл в Испании за клуб «Малага». В 2011 году вернулся в родной чемпионат в клуб «Норшелланн».

## Карьера в сборной
Дебют Мтилиги в сборной произошёл в ноябре 2008 года в матче со сборной Уэльса. Всего на сегодняшний момент в составе сборной Мтилига провёл 4 матча. Мтилига попал в заявку сборной Дании на чемпионат мира 2010.
Патрик Мтилига мог бы выступать не только за сборную Дании, но и за сборную Танзании: его отец — выходец из этой африканской страны.

## Статистика

### Матчи Мтилиги за сборную Дании
| Матчи Мтилиги за сборную Дании | Матчи Мтилиги за сборную Дании | Матчи Мтилиги за сборную Дании | Матчи Мтилиги за сборную Дании | Матчи Мтилиги за сборную Дании | Матчи Мтилиги за сборную Дании |
| ------------------------------ | ------------------------------ | ------------------------------ | ------------------------------ | ------------------------------ | ------------------------------ |
| №                              | Дата                           | Соперник                       | Счёт                           | Голы Мтилиги                   | Соревнование                   |
| 1                              | 19 ноября 2008                 | Уэльс                          | 0:1                            | —                              | Товарищеский матч              |
| 2                              | 27 мая 2010                    | Сенегал                        | 2:0                            | —                              | Товарищеский матч              |
| 3                              | 1 июня 2010                    | Австралия                      | 0:1                            | —                              | Товарищеский матч              |
| 4                              | 5 июня 2010                    | ЮАР                            | 0:1                            | —                              | Товарищеский матч              |
| 5                              | 17 ноября 2010                 | Чехия                          | 0:0                            | —                              | Товарищеский матч              |
| 6                              | 12 октября 2012                | Болгария                       | 1:1                            | —                              | Чемпионат мира 2014 (отбор)    |

Итого: 6 матчей / 0 голов; 1 победа, 2 ничьи, 3 поражения.